# Steel Battalion: Line of Contact
Steel Battalion: Line of Contact (鉄騎大戦, Tekki Taisen) est un jeu vidéo de simulation de mechas développé par Capcom Production Studio 4 et édité par Capcom sur Xbox en 2004,.
Faisant suite à Steel Battalion dont il propose un gameplay similaire, le jeu place le joueur dans le rôle d'un pilote de VT (Vertical Tank) grâce à sa manette dédiée, déjà utilisée avec le précédent opus, composée de 40 boutons, d'un levier de vitesses, de deux joysticks et d'un pédalier.
Le jeu est uniquement jouable en multijoueur en ligne. Le mode campagne du jeu est mis hors ligne le 30 septembre 2005.

## Accueil
- Famitsu : 31/40[5]